# Ritratto di Maria Brignole-Sale De Ferrari Duchessa di Galliera con il figlio Filippo
Maria Brignole-Sale De Ferrari, duchessa di Galliera con il figlio Filippo è un dipinto a olio su tela firmato e datato 1856 dal pittore francese Léon Cogniet.

## Provenienza

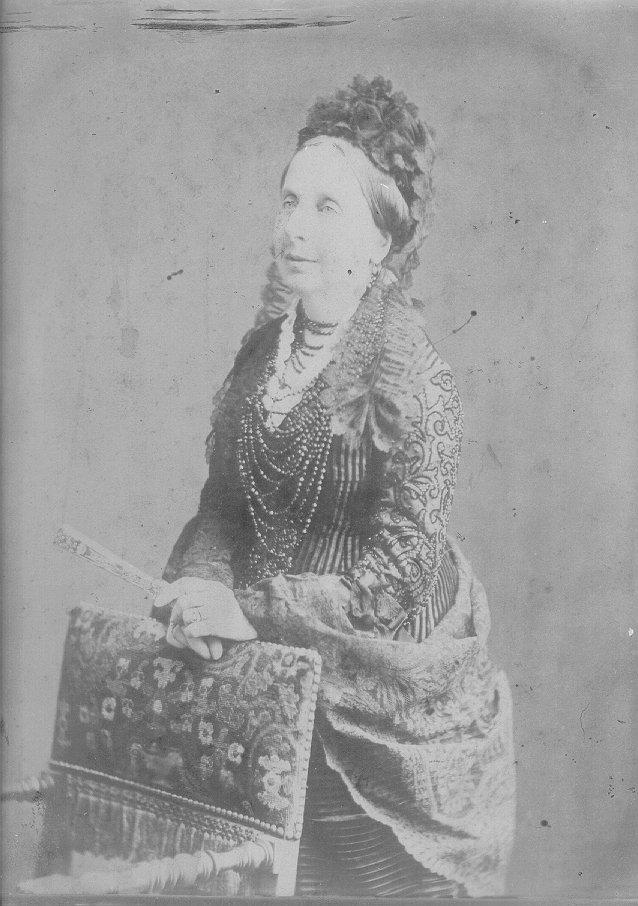
Fotografia di Maria Brignole-Sale (Genova, 5 aprile 1811 – Parigi, 9 dicembre 1888)

La tela fu donata nel 1889 al Comune di Genova con un legato della stessa Maria Brignole-Sale De Ferrari, ultima discendente della casata e, come da suo volere, venne esposto a Palazzo Bianco durante l'apertura del 1982 dove fu rimase fino allo scoppio della Seconda guerra mondiale. Dal 2016 è collocato negli appartamenti ottocenteschi degli ultimi Brignole-Sale a Palazzo Rosso.

## Descrizione
Il ritratto la raffigura insieme al figlio Filippo, avuto con il marito Raffaele De Ferrari noto come uno dei più abili, fortunati e ricchi uomini di finanza del suo tempo. La tela nel suo insieme è una delle poche immagini che restituiscono l'idea del sontuoso arredamento dell'epoca improntato al cosiddetto "Gout Rothschild", ovvero una commistione di pezzi antichi e moderni sia d'uso quotidiano che di lusso. Madre e figlio sono collocati su un divano all'interno della loro sontuosa residenza parigina: l’Hôtel Matignon in rue de Varenne. Il bambino è in braccio alla madre e si sorregge con le braccia tese sopra la Bibbia Brignole, un manoscritto miniato del XIII secolo, aperta sulle ginocchia della duchessa. Sul lato destro destro in altro si intravede il busto in marmo dello scultore Auguste Dumont che ritrae il figlio primogenito della coppia, Andrea, prematuramente deceduto all’età di quindici anni. La rosa, appoggiata sull’inginocchiatoio decorato da due angeli cariatidi, simboleggia la caducità della vita alludendo allo sfortunato destino del giovane. Alle spalle dei soggetti è collocato un ampio specchio che riflette una scena di paesaggio boscoso. Ai piedi della donna giace un tappeto persiano accanto a una pelle di leopardo, mentre vicino, su un cuscino, riposa un piccolo cane. In relazione al dipinto si conosce un bozzetto della composizione e un disegno a pastello nero, ritenuto opera di un allievo di Cogniet, ritrovati nell'atelier del pittore e oggi conservati al Musée des Beaux-Artes di Orléans. Del ritratto stesso esiste una copia, già documentata a Bologna, credibilmente giunta da Palazzo Caprara che nel corso del XIX secolo fu per circa cinquant'anni di proprietà della famiglia De Ferrari. 